# Meldeanlagensystem 90
Das Meldeanlagensystem 90 (MAS90) der Deutschen Bahn ist ein System zur Übermittlung und Anzeige von Daten diverser Gefahrenmeldeanlagen im deutschen Eisenbahn-Streckennetz. Über dieses System werden beispielsweise sowohl Brand- bzw. Einbruchsmeldungen aus elektronischen Stellwerken als auch Klimatisierungs- oder Stromversorgungsausfälle von diesen zu den zuständigen Stellen übermittelt. Als Übertragungstechnik wird X.25 verwendet.
Auf Grund der Einstufung als Gefahrmeldesystem unterliegt nach deutschem Eisenbahnrecht MAS90 der Überwachung durch das Eisenbahn-Bundesamt.
Nachfolger des MAS90 ist das DBMAS.

## Beispiele für überwachte Systeme
- Heißläuferortungsanlagen im Gleisbereich
- Windmeldeanlagen auf Brücken oder Dämmen
- Luftströmungsmeldeanlagen in Eisenbahntunneln
- Fluchttürüberwachungen in Eisenbahntunneln
- Tunnelsicherheitsbeleuchtungen
- Klimaanlagen in elektronischen Stellwerken
- Stromversorgungssysteme elektronischer Stellwerke